# Xã Union, Quận Putnam, Ohio
Xã Union (tiếng Anh: Union Township) là một xã thuộc quận Putnam, tiểu bang Ohio, Hoa Kỳ. Năm 2010, dân số của xã này là 3.052 người.